# Noli turbare circulos meos!
"Nōlī turbāre circulōs meōs!"（英語：Don't disturb my circle）是一个拉丁语短句，意思是“別碰我的圓！”。 据说阿基米德在被杀前，在與围攻敘拉古的罗马士兵对抗时，他所説的一句話。

## 起源
根据瓦列里乌斯·马克西姆斯的说法，这句话是由古希腊数学家和天文学家阿基米德说的。 当罗马人在公元前214年围攻征服了敘拉古后，罗马将军马库斯·克劳迪乌斯·马塞勒斯下令活捉阿基米德。 一些士兵强行进入阿基米德的房子，其中一名士兵问阿基米德他是谁。 但根据瓦列里乌斯·马克西姆斯 （Facta et dicta memorabilia，第八卷。7） 的说法，阿基米德只是回答Noli, obsecro, istum disturbare（“不要，我求你，不要碰那些沙”），因为他正沉浸在在他面前的沙子上圆圈中。 其後，一名士兵杀死了阿基米德，尽管马库斯·克劳迪乌斯·马塞勒斯下令將其活捉。

## 真實性
普鲁塔克在他的希臘羅馬名人傳中没有提及这一引文。 瓦列里乌斯·马克西姆斯 （Facta et dicta memorabilia，第八卷。7） 证明了拉丁语形式“noli... istum disturbare”（“我要求你不要干扰那块沙子”）。 瓦列里乌斯的版本是该短语中唯一保存到古代的版本。 在现代，它被转化为Noli turbare circulos meos，然后被翻译成希腊语Katharevousa为"μή μου το Islamς κύκ отри τάραττε!"（Mē mou tous kuklous taratte！)